# Meta Brevoortová
Margaret Claudia Brevoortová (8. listopadu 1825 – 19. prosince 1876), známá jako Meta Brevoortová, byla americká horolezkyně, průkopnice ženského horolezectví, která však většinu svého života prožila v Evropě.

## Životopis
Meta Brevoortová se narodila v roce 1825 v New Yorku v rodině potomků holandských přistěhovalců, kteří emigrovali do Nového světa v roce 1600. Otec Mety Brevoortové zbohatl na obchodu s kožešinami a její matka pocházela rovněž ze zámožné rodiny z Charlestonu v Jižní Karolíně.

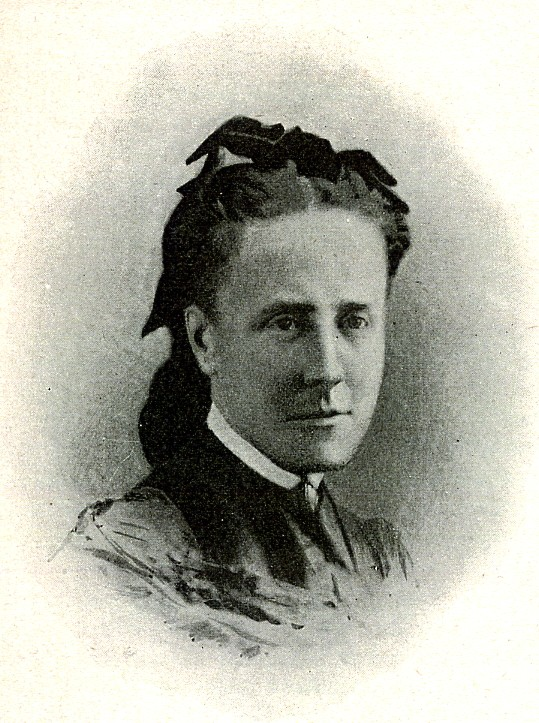
Portrét Mety Brevoortové od André Slomszynského

Meta Brevoortová, stejně jako její starší sestra a dva bratři, získala vzdělání v Evropě. V Paříži navštěvovala církevní školu, od mládí však byla dobrodružné povahy a po celý život se zajímala o horolezectví.
V roce 1865 přivezla ze Spojených států do Evropy svého tehdy teprve patnáctiletého synovce Williama Augusta Coolidge, syna své těžce nemocné starší sestry, který Metu v následujících letech doprovázel při horolezeckých výstupech a který se později stal významným historikem alpinismu a zkušeným horolezcem. W. A. Coolidge během svého života absolvoval v Alpách více než tisícovku výstupů, z toho několik desítek prvovýstupů, v prvních letech horolezecké kariéry se na těchto aktivitách podílel společně se svou tetou. Jedním z úspěchů Mety Brevoortové byl prvovýstup na centrální vrchol La Meije (3 984 m n. m.) ve francouzských Dauphinéských Alpách, který absolvovala v doprovodu horských vůdců Christiana a Ulricha Almerových a svého synovce W. A. Coolidge 28. června 1870. Nejvyšší bod rozeklaného masívu, o 13 metrů vyšší skalní pilíř na vrcholu hory, byl zdolán dalšími horolezci až o sedm let později.
Velkou ambicí Mety Brevoortové bylo dobýt jako první žena vrchol Matterhornu, zde ji však 22. srpna 1871 předstihla britská horolezkyně Lucy Walkerová. Přesto se Meta nenechala odradit, o několik týdnů později zdolala Matterhorn a sestoupila z něj na italskou stranu, čímž si na své konto připsala vůbec první ženský přechod této hory.
Na rozdíl od většiny horolezců v tehdejší době uskutečňovala Meta Brevoortová své horolezecké výpravy celoročně, tj. i v zimním období. Na výstupy do hor chodila vybavena dlouhým cepínem a v sukni, pod kterou si v pozdějších letech začala oblékat kalhoty, což ve viktoriánské době byl z tehdejšího pohledu průkopnický počin. Kromě horských vůdců a synovce Metu na horolezeckých výpravách doprovázela její oblíbená fenka Tschingel. Meta Brevoortová, stejně jako Lucy Walkerová, se nikdy neprovdala. Zemřela v důsledku revmatické horečky ve věku 51 let ve svém domě v Dorkingu v anglickém hrabství Surrey, kde žila se svou neteří. Tělo Mety Brevoortové bylo převezeno do Oxfordu, kde bylo pohřbeno vedle hrobu její již dříve zesnulé sestry.